# Afterimage
Afterimage är en låt av Rush. Låten släpptes även som singel, dock endast i Japan, och återfinns på albumet Grace Under Pressure, släppt den12 april 1984.
I "Afterimage" beskriver trummisen Neil Peart (som skrev låtens text) de känslor som uppstår då en nära anhörig plötsligt avlider.
Låten spelades endast 42 gånger live, och då enbart år 1984.